# 칠레의 코로나19 범유행
다음은 칠레의 코로나19 범유행에 대한 글이다.

## 확산
전염병은 원래이 나라의 수도 인 산티아고에 주로 집중되어 있었다. 3월 21일까지 감염된 사람의 71%가 수도에 살았으며 이는 칠레 인구의 38%를 차지한다. 3월 20일에서 25일 사이에 다른 국가의 환자 비율이 28%에서 42%로 증가하였다.
이 전염병은 3월 24일 먼 이스터 섬까지 확산되었다.

## 경과

### 2020년 3월
3월 3일, 칠레의 첫 코로나19 확진 환자가 발견되었다. 확진 환자는 마울레주 탈카 현에 거주하는 30대 여성으로 확인되었다.

### 2020년 7월
7월 5일, 주간 DEIS 보고서에 따르면 코로나19(확진환자 및 의심환자 포함)로 인한 총 사망자는 1만 건을 넘어섰다.
7월 17일, 보건부는 이날 일일보고서에서 코로나19로 인한 사망자 집계 기준을 바꿨다. 이날부터 DEIS 보고서에 따르면 양성 PCR 검사와 함께 확인된 사망자의 데이터만 사용하게 돼 이전 기준이 시민등록부에 의해 대체된다. 변화에는 1,057명의 추가 사망자가 포함되어 있다. 그러나 PCR 검사를 받지 않은 것으로 의심되는 사망자는 매주 발표될 예정이다.

### 2020년 8월
8월 19일, 칠레 정부는 폐쇄 제한 조치를 철회한다고 발표했지만 전국적인 야간 통행금지는 여전히 발효 중이다.

### 2020년 11월
11월 21일, 코로나19 관련 사망자(확진환자 및 의심환자)가 2만 건을 넘는다.

## 대응
3월 13일, 세바스티안 피네라 대통령은 3월과 4월에 대규모 사회 시위가 계획되더라도 정부가 코로나 바이러스 확산을 통제하려고 시도함에 따라 500 명 이상의 사람들과의 공개 행사 금지를 발표했다.
3월 18일, 피네라 대통령은 자정에 효과적인 바이러스 확산을 통제하기 위해 90일의 재앙 상태 (칠레 헌법에 규정 된 예외 유형)를 발표했다.
3월 22일, 칠레 정부는 남미 국가에서 코로나 바이러스 사례가 계속 증가함에 따라 저녁 10시 정각에서 오전 5시 정각 사이에 전국적으로 야간 통행 금지를 발표했다.

## 같이 보기
- 나라별 코로나19 범유행
- 남아메리카의 코로나19 범유행